# Bozbash
Il bozbash (in persiano آبگوشت بزباش‎; in azero bozbaş; in tato: guşto buzbaş) è uno stufato di carne diffuso in Armenia, Azerbaigian e Iran.

## Storia ed etimologia
Il termine bozbash è di origine azera e sembrerebbe derivare dall'unione delle parole boz ("grigio chiaro") e bash ("testa"), riferendosi al colore chiaro che il piatto assume una volta cotto. Ciò nonostante, Mohammad R. Ghanoonparvar fa notare che il turcologo Gerhard Doerfer non ha mai proposto un'etimologia scientifica in tal senso.
Il bozbash è l'equivalente dell'abgoosht-e sabzi (abgoosht con verdure) e fu introdotto relativamente tardi nella cucina iraniana. Mizr'Ali Akhbar Khan Ashpaz Bashi, cuoco di Naser al-Din Shah Qajar, ne fa menzione per la prima volta classificandolo come uno stufato di carne o una zuppa, spesso mangiato freddo.

## Descrizione
Gli ingredienti principali di questo stufato sono la carne (solitamente di agnello), fagioli rossi o bianchi, verdure, erbe aromatiche, cipolle, porri, limetta essiccata e spezie. Il piatto viene bollito per diverse ore, fino a quando le parti solide non creino una purea chiamata gūšt-e kūbīde. La purea e il brodo vengono serviti separatamente accompagnati da pane basso e verdure in salamoia.
In Armenia esiste una variante di questo piatto chiamata shoushin bozbash, fatta con agnello, cotogno e menta. Questa versione è praticamente sconosciuta al di fuori del Caucaso.